# سیمون براون (بازیکن فوتبال، زاده ۱۹۸۳)
سیمون براون (انگلیسی: Simon Brown؛ زادهٔ ۱۸ سپتامبر ۱۹۸۳) بازیکن فوتبال اهل بریتانیا است.
از باشگاه‌هایی که در آن بازی کرده‌است می‌توان به باشگاه فوتبال وست برومویچ آلبیون، باشگاه فوتبال منزفیلد تاون، باشگاه فوتبال یورک سیتی، باشگاه فوتبال کیدرمینستر هاریرس، باشگاه فوتبال تاموورث، باشگاه فوتبال ایستوود، و باشگاه فوتبال ورکسام اشاره کرد.